# Дакос
Дакос или нтакос (греч. Ντάκος), также известный как кокувагия или кукувагия (κουκουβάγια, «сова»), на востоке Крита носит название кулукопсомо (kouloukopsomo, от koulouki + psomi , щенок + хлеб, якобы хлеб дал щенок) – критское мезе, известное во всей Греции, состоящее из кусочка сушёного хлеба или ячменных сухарей круглой формы паксимадья (Paximadia/Παξιμάδια), покрытых нарезанными помидорами и раскрошенным сыром фета или мизифра, политых оливковым маслом, и приправленных травами, такими как сушеный орегано. Могут быть также добавлены оливки, маслины, лук репчатый и перец .

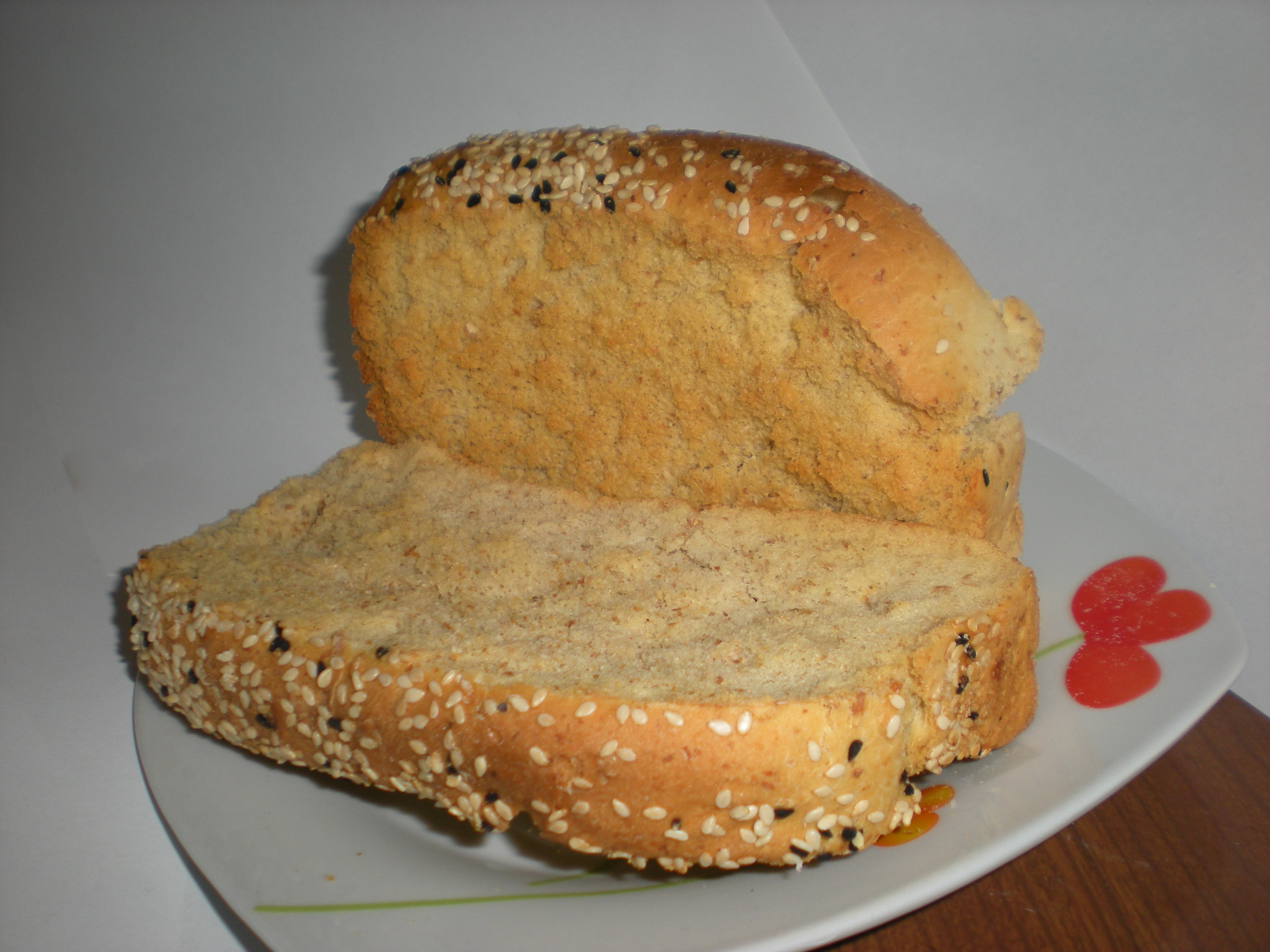
Хлеб паксимадья

Название κουκουоβάγια (сова, филин) возникло, очевидно, из-за схожести с глазом совы. По другой версии – из-за владельца бара на окраине критского города Ретимнона, который носил фамилию Koukouvagias. В 50-е годы XX века он якобы включил эту закуску в меню, после чего блюдо стало особенно популярным .
Блюдо похоже на хлеб с помидором по-каталонски, итальянскую брускетту, фризеллу или испанскую тостаду .